# Scheewege (Diksmuide)
Scheewege is een gehucht in de Belgische stad Diksmuide. Het ligt op de grens van de Diksmuidse deelgemeenten Oostkerke en Lampernisse. Het ligt langs de weg van Diksmuide naar Nieuwpoort en Veurne (N35 of Pervijzestraat), aan een kruispunt met een weg naar Oostkerke en een weg naar Avekapelle. De meeste bebouwing bevindt zich ten zuiden van deze weg, op het grondgebied van deelgemeente Oostkerke, waarvan het dorpscentrum zich een kilometer ten zuiden bevindt. Het noorden van het gehucht ligt op een noordoostelijke uitloper van het grondgebied van Lampernisse, waarvan het dorpscentrum zich meer dan drie kilometer ten zuidwesten bevindt. De Pervijzestraat loopt in noordelijke richting, over de uitloper van het grondgebied van Lampernisse, richting Pervijze, dat twee kilometer noordwaarts ligt. Bijna twee kilometer ten westen, langs de weg naar Avekapelle, ligt het gehucht Rousdamme.

## Geschiedenis
Op de Ferrariskaart uit de jaren 1770 is hier rond het kruispunt wat verspreide bebouwing te zien. Een paar honderd meter ten zuidwesten is een hoeve weergegeven als Cense Cambron. De Atlas der Buurtwegen uit 1841 toont aan het kruispunt een herberg Scheewege cabaret. De Vandermaelenkaart uit het midden van de 19de eeuw toont de herberg als Scheywege. NGI-kaarten uit het eind van de 19de eeuw en begin van de 20ste eeuw duiden vlakbij ook een boerderij aan als Scheeweg ferme.
Tijdens de Eerste Wereldoorlog lag Scheewege in Belgische gebied, een kilometer ten westen van de frontlijn. Rond de boerderij Scheewege werd een Belgisch militair steunpunt ingericht en werden ook verschillende bunkers opgetrokken.
Na de oorlog werden in de jaren 1920 verschillende hoeves rond het gehucht en de herberg aan het kruispunt heropgebouwd.

## Bezienswaardigheden
- Een Russisch-Orthodox klooster aan de Rousdammestraat 1. Dit werd gesticht in de jaren 1980  en werd gevestigd in een boerenwoning van 1903. In 1988 werd een kerkje bijgebouwd dat ontworpen werd door Hugo Dezutter en mogelijk gemodelleerd is naar een houten kerkje te Veliki Novgorod. Dit kerkje heeft een kleurig zadeldak met daarop een zeshoekige dakruiter en een torentje met uivormige spits.
- Kapel van Onze-Lieve-Vrouw van Bijstand of Kameroenkapel, de laatste naam afgeleid van hoeve Groot Kameroen. Deze kapel werd reeds vermeld op de Ferrariskaarten (1770-1778). Tijdens de Eerste Wereldoorlog werd de kapel vernield, en daarna weer heropgebouwd.
- Ten westen van het gehucht liggen in de weiden nog 3 betonnen bunkers uit de Eerste Wereldoorlog van het Belgisch militair steunpunt Scheewege.

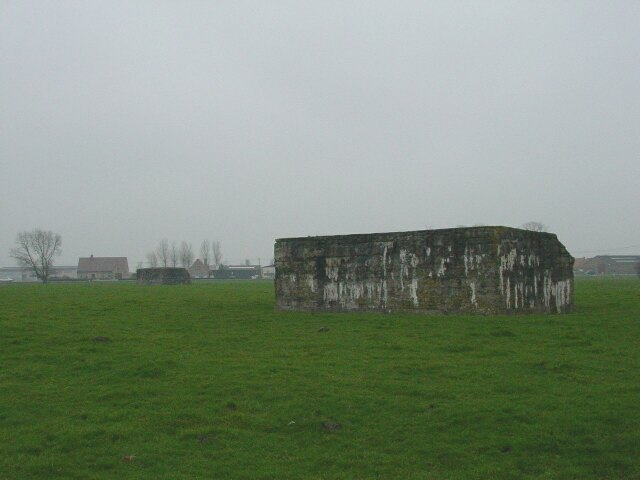
Belgische bunker
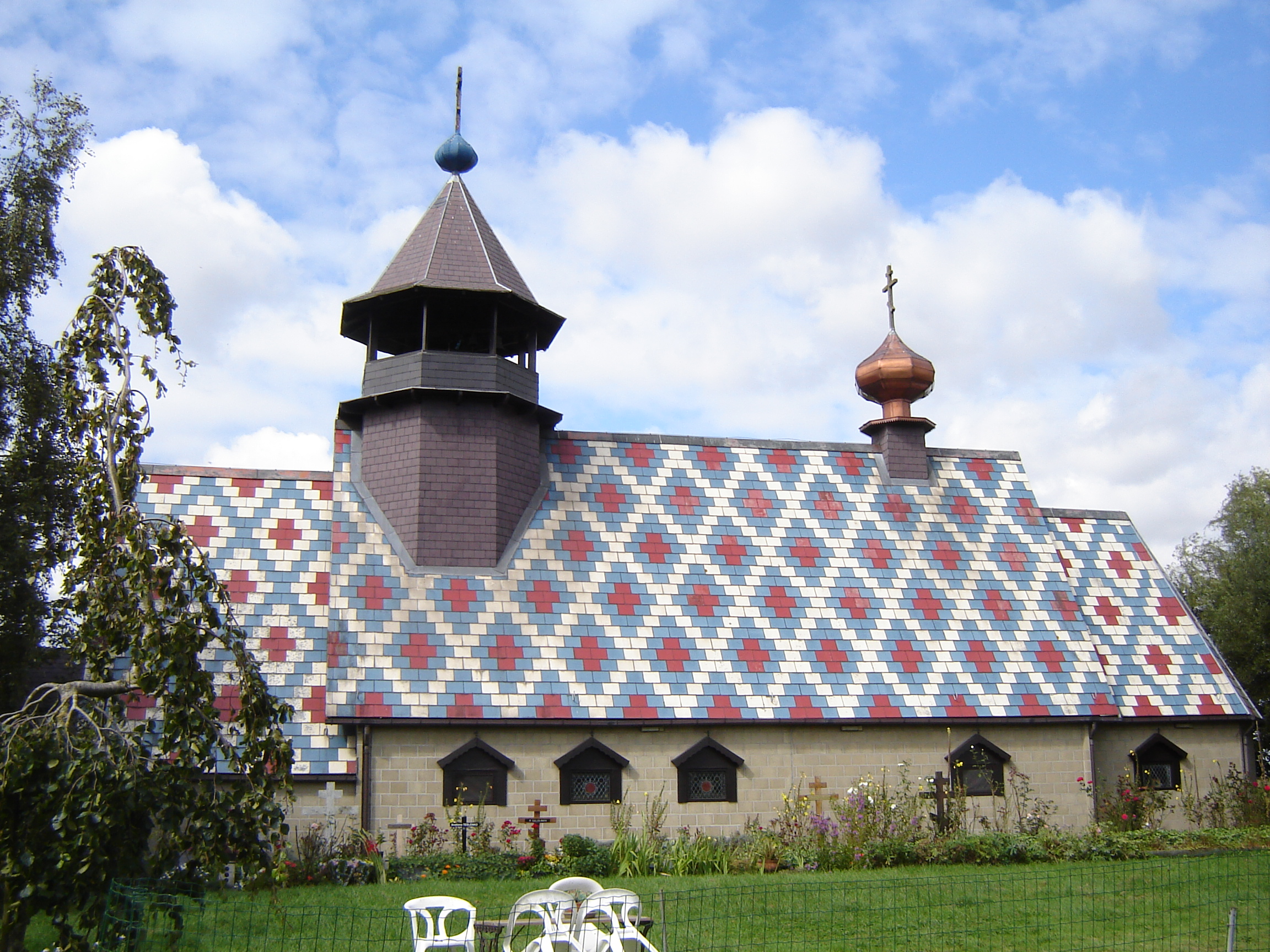
Russisch-Orthodoxe kerk
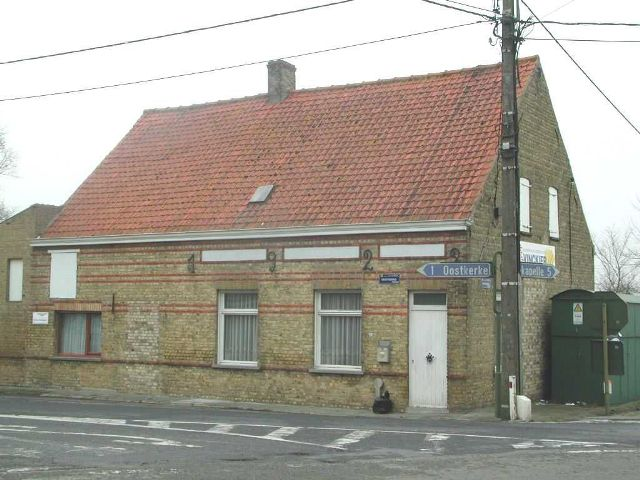
Voormalige herberg In het Klein Scheewege (nu verbouwd)
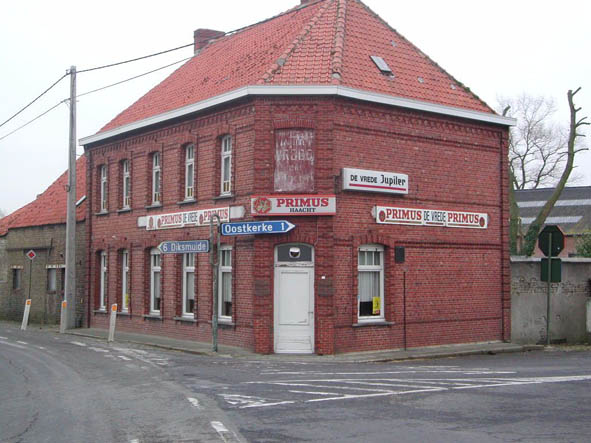
Voormalige herberg (nu gesloopt)
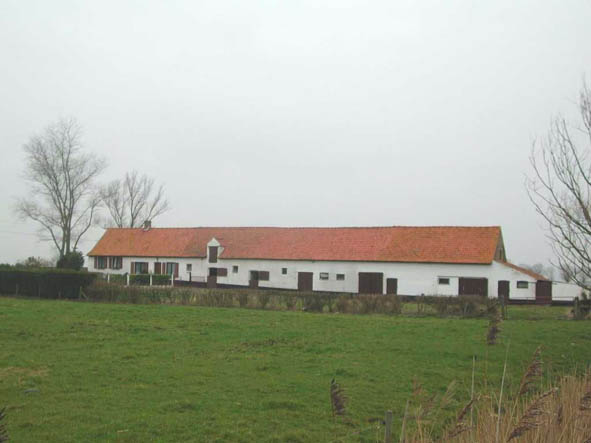
Hoeve 't Klein Kameroen
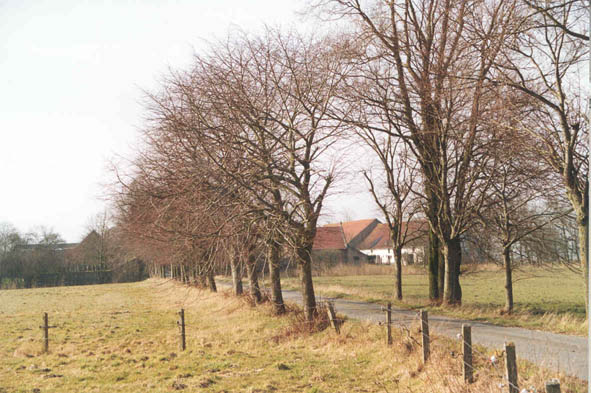
Hoeve 't Groot Kameroen